# Klucze (województwo dolnośląskie)
Klucze – wieś w Polsce położona w województwie dolnośląskim, w powiecie głogowskim, w gminie Głogów.

## Podział administracyjny
W latach 1975–1998 miejscowość położona była w województwie legnickim.